# Dollar Days
"Dollar Days" é uma canção do músico inglês David Bowie. É a sexta faixa do vigésimo quinto e último álbum de estúdio de Bowie, Blackstar, lançado em 8 de janeiro de 2016. A faixa foi escrita por Bowie e produzida por Bowie e Tony Visconti. "Dollar Days" entrou nas paradas musicais de vários países, incluindo o Reino Unido, onde atingiu a posição de número 138.

## Composição
"Dollar Days" foi gravada sem ter uma demo criada para ela anteriormente. De acordo com Donny McCaslin, que tocou partes de saxofone para Blackstar, "Um dia, David só de pegou uma guitarra... ele tinha essa pequena ideia, e nós só aprendemos lá mesmo no estúdio."

## Recepção da crítica
"Dollar Days" obteve uma recepção positiva dos críticos. Mike Powell da Pitchfork revisou a música separadamente e rotulou-a como sua "Melhor Nova Música", comparando-a aos hits mais antigos de Bowie "Five Years" e "Ashes to Ashes". Jody Rosen da Billboard rotulou a música como "adorável" com uma combinação lírica de "delicadeza e barulho".

## Parada de sucesso
| Chart (2016)                                            | Peak position |
| ------------------------------------------------------- | ------------- |
| França (SNEP)                                           | 148           |
| Países Baixos (Single Top 100)                          | 90            |
| Suécia (Sverigetopplistan)                              | 98            |
| Suíça (Schweizer Hitparade)                             | 46            |
| UK Singles (Official Charts Company)                    | 138           |
| Hungarian Singles                                       | 22            |
| Estados Unidos (Billboard Hot Rock & Alternative Songs) | 41            |